# Las Villas (Jaén)
Die Comarca Las Villas ist eine der 10 Comarcas der spanischen Provinz Jaén. Sie wurde, wie alle Comarcas in der Autonomen Gemeinschaft Andalusien, mit Wirkung zum 28. März 2003 eingerichtet.
Sie liegt in der Provinz und umfasst 4 Gemeinden mit einer Fläche von 559,21 km².

## Lage
| El Condado |                                             | Sierra de Segura |
| La Loma    | Kompassrose, die auf Nachbargemeinden zeigt |                  |
|            | Sierra de Cazorla                           |                  |

## Gemeinden
| Gemeinde                 | Einwohner (2024) | Fläche km² | Dichte Einw./km² | Cod INE | Postleitzahl |
| ------------------------ | ---------------- | ---------- | ---------------- | ------- | ------------ |
| Iznatoraf                | 882              | 86,54      | 10               | 23048   | 23338        |
| Sorihuela del Guadalimar | 1.034            | 55,31      | 19               | 23084   | 23270        |
| Villacarrillo            | 10.320           | 239,55     | 43               | 23095   | 23300        |
| Villanueva del Arzobispo | 7.753            | 177,81     | 44               | 23097   | 23330        |
| Comarca Las Villas       | 19.989           | 559,21     | 36               | –       | –            |

## Nachweise
1. ↑  Instituto Nacional de Estadística Municipal Register of Spain
2. ↑  Orden de 14 de marzo de 2003, por la que se aprueba el mapa de comarcas de Andalucía a efectos de la planificación de la oferta turística y deportiva, Boletín Oficial de la Junta de Andalucía (Amtsblatt der Regierung von Andalusien), Nr. 59 vom 27. März 2003, S. 6248